# Ferokaktus

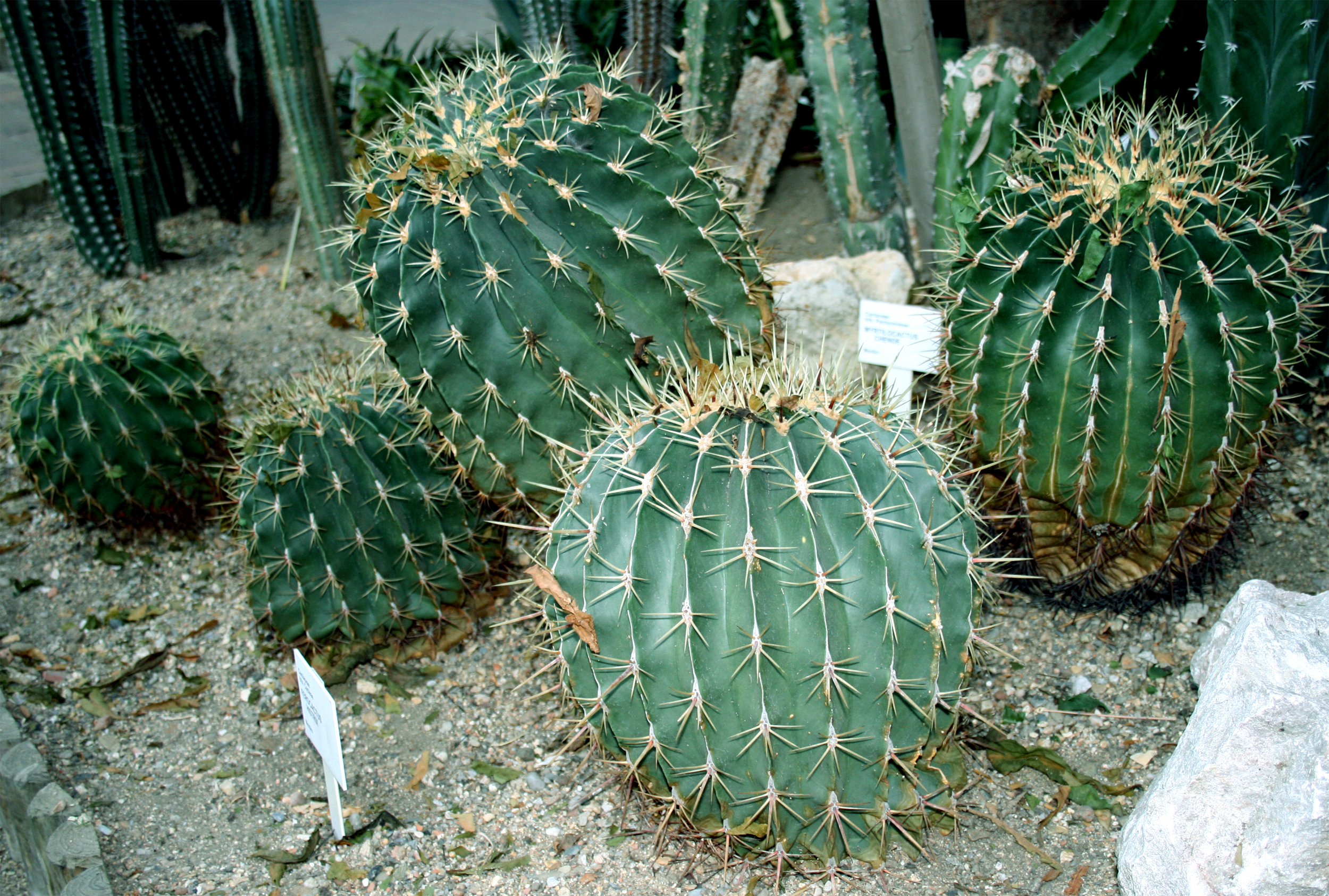
Grupa ferokaktusów

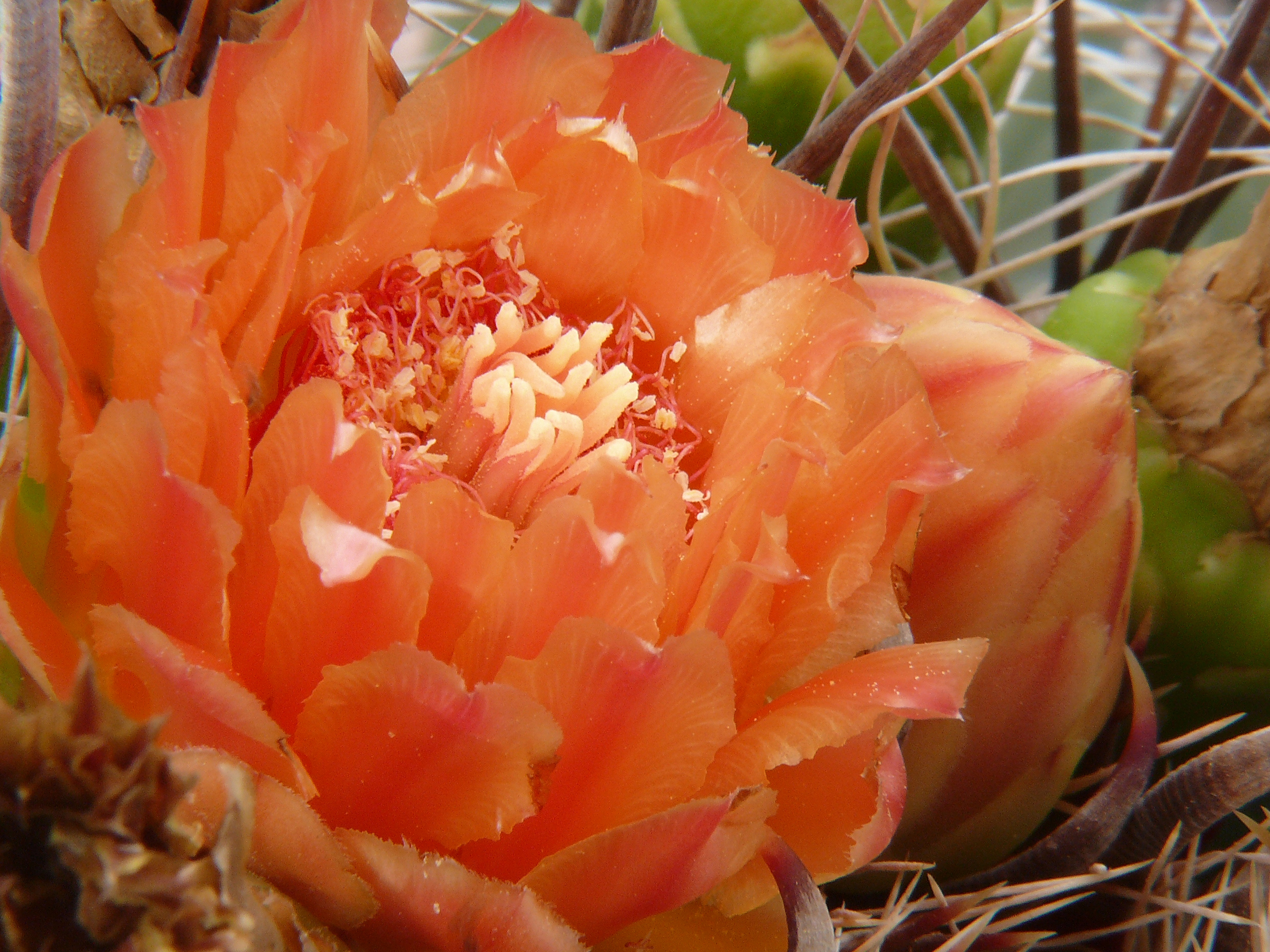
Kwitnący Ferocactus wislizeni

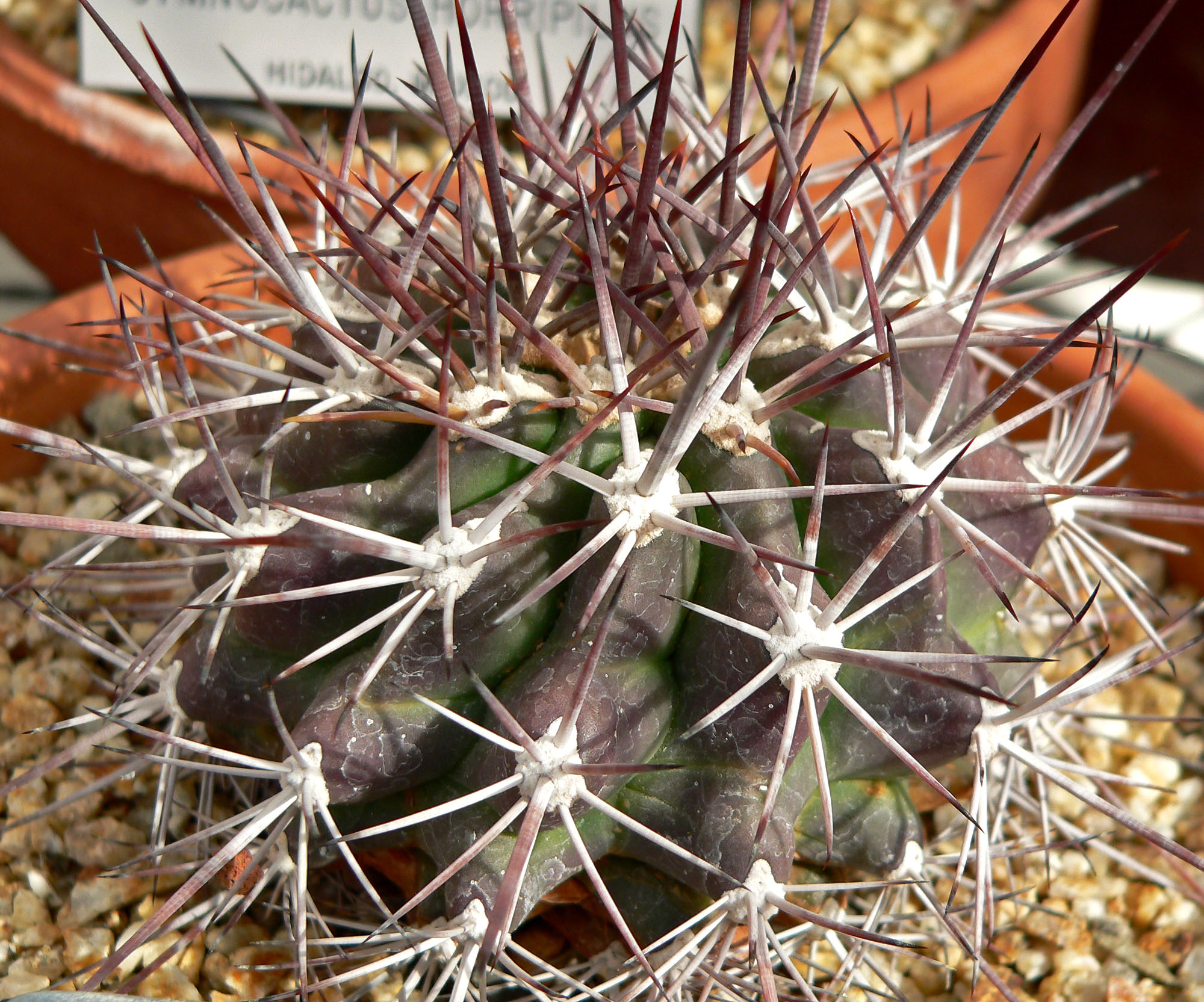
Ferocactus lindayi

Ferokaktus (Ferocactus N. Lord Britton & J.N. Rose; z łac. ferus – dziki i cactus – kaktus) – rodzaj roślin z rodziny kaktusowatych. Są to kuliste, z wiekiem walcowate sukulenty łodygowe, przy czym należą do nich największe, obok przedstawicieli rodzaju Echinocactus, kaktusy tego typu. Dotychczas opisano 30 gatunków (różnice związane są z różnym ujmowaniem pozycji systematycznej poszczególnych taksonów). Często uprawiane są jako rośliny ozdobne, w warunkach polskich hodowane jako doniczkowe. Niektóre gatunki bywają używane jako składniki potraw. Rosną na obszarach pustynnych Meksyku i Stanów Zjednoczonych. Ze względu na nadmierną eksploatację stanowisk naturalnych wiele gatunków jest zagrożonych i objętych ochroną. Nazwę naukową zawdzięczają silnym cierniom nadającym tym roślinom dziki i drapieżny wygląd.

## Rozmieszczenie geograficzne
Naturalny zasięg geograficzny ferokaktusów obejmuje pustynie w południowo-zachodnich Stanach Zjednoczonych (od południowej części stanu Kalifornia, przez Arizonę, aż do Teksasu na wschodzie) oraz w północnym i środkowym Meksyku. Liczne ferokaktusy endemiczne, o niewielkich zasięgach, są typowe dla rejonu zachodniego wybrzeża Meksyku i półwyspu Kalifornijskiego. Na samym półwyspie i przyległych wyspach występuje 11-13 gatunków endemicznych ferokaktusów. W odróżnieniu od obszarów znajdujących się pod wpływem klimatu kontynentalnego na terenach tych opady przytrafiają się w okresie zimowym. Są tu także najbardziej suche miejsca Meksyku.

## Morfologia
PokrójRośliny z kulistym, rzadziej i u starszych okazów z walcowatym pędem i długimi cierniami. Największe okazy osiągają trzy metry wysokości i metr szerokości.
PędKulista łodyga, u niektórych gatunków z wiekiem przechodząca w walcowatą. Łodyga rzadko rozgałęzia się po uszkodzeniu części szczytowej. Rozgałęzienia u podstawy pędu pojawiają się u F. hamatacanthus i F. viridescens (u tego drugiego gatunku występują także rozgałęzienia podziemne). Pęd zwykle posiada wyraźne żebra.
LiściePrzekształcone w ciernie pełniące funkcję ochronną. Funkcję asymilacyjną pełni wyłącznie łodyga. Ciernie są mocne, u niektórych gatunków osiągają nawet 1 cm szerokości. Z wiekiem stają się coraz szersze. Na końcach ciernie bywają haczykowato zagięte. Kolor cierni zależy od gatunku. Długość cierni również jest różna u poszczególnych gatunków, może sięgać do 13 cm. Ciernie ferokaktusów są stwardniałe na szczycie, a miękkie u nasady. Większe ciernie tych sukulentów są u wielu gatunków poprzecznie prążkowane, a każdy prążek odzwierciedla dzienny przyrost. Charakterystyczne dla tego rodzaju są zmodyfikowane, gruczołowate ciernie, znajdujące się w górnej części areoli, wyróżniające przedstawicieli tego rodzaju od podobnych morfologicznie kaktusów z rodzajów Echinocactus i Stenocactus.
KorzenieFerokaktusy mają płytki, wiązkowy system korzeniowy. Większość korzeni sięga płycej niż na 3 cm, ale są też takie, które dochodzą do 20 cm. Rozrastają się one, podobnie jak u większości kaktusów, bardziej wszerz niż w głąb ziemi.
KwiatyKwiaty dzienne (otwarte w dzień a zamknięte nocą), pojawiające się w szczytowej części pędu. Kwitnienie następuje w okresie letnim, przy czym rośliny zakwitają dopiero po osiągnięciu co najmniej 25 cm wysokości. Kwiaty mają kształt lejkowaty lub dzwonkowaty i barwę zależną od gatunku (najczęściej żółtą, różową lub czerwoną). Kwiaty zapylane są przez pszczoły i mrówki wabione słodkim nektarem, wydzielanym przez gruczoły w areolach. W warunkach dużej wilgotności słodka wydzielina może pokryć kaktus lepką warstwą. Kwiaty nie mają zapachu wyczuwalnego przez człowieka.
OwoceJagodokształtne, zwykle owalne. Po dojrzeniu zwykle żółte, mięsiste lub suche. U niektórych gatunków nasiona wysypywane są przez otwory występujące u nasady owoców.
NasionaOwalne, wydłużone lub nerkowate, czarne, zróżnicowane pod względem rozmiarów.

## Biologia

### Anatomia
Ferokaktusy jak większość rodzajów z tej rodziny posiadają dosyć wyraźne żebra. Co prawda zwiększają one powierzchnię transpiracji, ale poszczególne żebra zasłaniają się nawzajem chroniąc sukulenta przed oparzeniami słonecznymi. Dodatkowo zwiększają one powierzchnię na której można przeprowadzać fotosyntezę. Gdy roślinie brakuje wody kurczą się równomiernie, dzięki czemu ferokaktus nie zaczyna pękać. W przypadku jej dostatku rozszerzają się.

### Rozwój
Ferokaktusy to rośliny wieloletnie. Kiełkują w temperaturze od 20 do 30 °C. W przypadku wystąpienia innej temperatury nasiona kiełkują znacznie słabiej lub też do tego nie dochodzi. Do kiełkowania konieczne jest też długotrwałe oświetlenie. Żywotność ferokaktusów waha się od 50 do 130 lat.

### Genetyka
Komórki somatyczne ferokaktusów zawierają 22 chromosomy, przy czym wszystkie gatunki są diploidalne (nie stwierdzono gatunków o zwielokrotnionej liczbie chromosomów).

### Skład fitochemiczny
Niektóre gatunki ferokaktusów (np. występujący w Kalifornii Ferocactus cylindraceus) mają silnie alkaliczny miąższ i jego spożywanie w nadmiernej ilości może prowadzić do odwodnienia. Przeprowadzają (tak jak większość bezlistnych kaktusowatych) fotosyntezę CAM. W związku z tym zawierają związki wchodzące w ten cykl oraz odpowiednie enzymy obok zwykłych związków cyklu Calvina (np. fosfoenolopirogronian, jabłczan, szczawiooctan, karboksylaza PEP, karboksylaza/oksygenaza rybulozo-1,5-bisfosforanu).

## Systematyka
Uwagi
Podobieństwo morfologiczne, wysoki poziom homoplazji, niedostateczne rozpoznanie zmienności populacyjnej i brak szczątków kopalnych utrudnia rozpoznanie powiązań w obrębie tej grupy i jej podział systematyczny. Britton i Rose w 1922 zaliczyli tu 30 gatunków,  w 1955 r. po analizie zmienności ekologicznej Lindsay zaliczył tu tylko 25 taksonów w randze gatunku i 10 odmian. Współcześnie klasyfikuje się w obrębie tego rodzaju 33-40 gatunków. Z badań molekularnych wynika, że rodzaj ten stanowi w istocie sztuczną grupę niepowiązanych filogenetycznie prymitywnych gatunków kaktusowatych. Najprawdopodobniej należą tu trzy linie rozwojowe pochodzące od prymitywnych kaktusów przypominających współczesnych przedstawicieli rodzaju Echinocactus. Gatunkiem typowym dla rodzaju jest F. wislizeni (Engelmann) N. L. Britton et J. N. Rose (Echinocactus wislizeni Engelmann).
Pozycja systematyczna według APweb (aktualizowany system APG III z 2009)
Należy do rodziny kaktusowatych (Cactaceae) Juss., która jest jednym z kladów w obrębie rzędu goździkowców (Caryophyllales)  i klasy roślin okrytonasiennych. W obrębie kaktusowatych należy do plemienia Cactoideae, podrodziny Cacteae.
Pozycja w systemie Reveala (1993-1999)
Gromada okrytonasienne (Magnoliophyta Cronquist), podgromada Magnoliophytina Frohne & U. Jensen ex Reveal, klasa Rosopsida Batsch, podklasa goździkowe (Caryophyllidae Takht.), nadrząd  Caryophyllanae Takht.,  rząd goździkowce (Caryophyllales Perleb), podrząd Cactineae Bessey in C.K. Adams, rodzina kaktusowate (Cactaceae Juss.), rodzaj ferokaktus (Ferocactus Britton & Rose).
Wykaz gatunków
- Ferocactus alamosanus (Britton & Rose) Britton & Rose
- Ferocactus chrysacanthus (Orcutt) Britton & Rose
- Ferocactus cylindraceus (Engelm.) Orcutt
- Ferocactus diguetii (F.A.C.Weber) Britton & Rose
- Ferocactus echidne (DC.) Britton & Rose
- Ferocactus emoryi Orcutt
- Ferocactus flavovirens (Scheidw.) Britton & Rose
- Ferocactus fordii (Orcutt) Britton & Rose
- Ferocactus glaucescens (DC.) Britton & Rose
- Ferocactus gracilis H.E.Gates
- Ferocactus haematacanthus (Monv. ex Salm-Dyck) Bravo ex Backeb. & F.M.Knuth
- Ferocactus hamatacanthus (Muehlenpf.) Britton & Rose
- Ferocactus herrerae J.G.Ortega
- Ferocactus histrix (DC.) G.E.Linds.
- Ferocactus johnstonianus Britton & Rose
- Ferocactus latispinus (Haw.) Britton & Rose
- Ferocactus lindsayi Bravo
- Ferocactus macrodiscus (Mart.) Britton & Rose
- Ferocactus mathssonii (A.Berger ex K.Schum.) N.P.Taylor
- Ferocactus peninsulae (F.A.C.Weber) Britton & Rose
- Ferocactus pilosus (Galeotti ex Salm-Dyck) Werderm.
- Ferocactus pottsii (Salm-Dyck) Backeb.
- Ferocactus robustus (Karw. ex Pfeiff.) Britton & Rose
- Ferocactus santa-maria Britton & Rose
- Ferocactus schwarzii G.E.Linds.
- Ferocactus tiburonensis (G.E.Linds.) Backeb.
- Ferocactus townsendianus Britton & Rose
- Ferocactus uncinatus (Galeotti) Britton & Rose
- Ferocactus viridescens (Nutt.) Britton & Rose
- Ferocactus wislizeni (Engelm.) Britton & Rose

## Ekologia

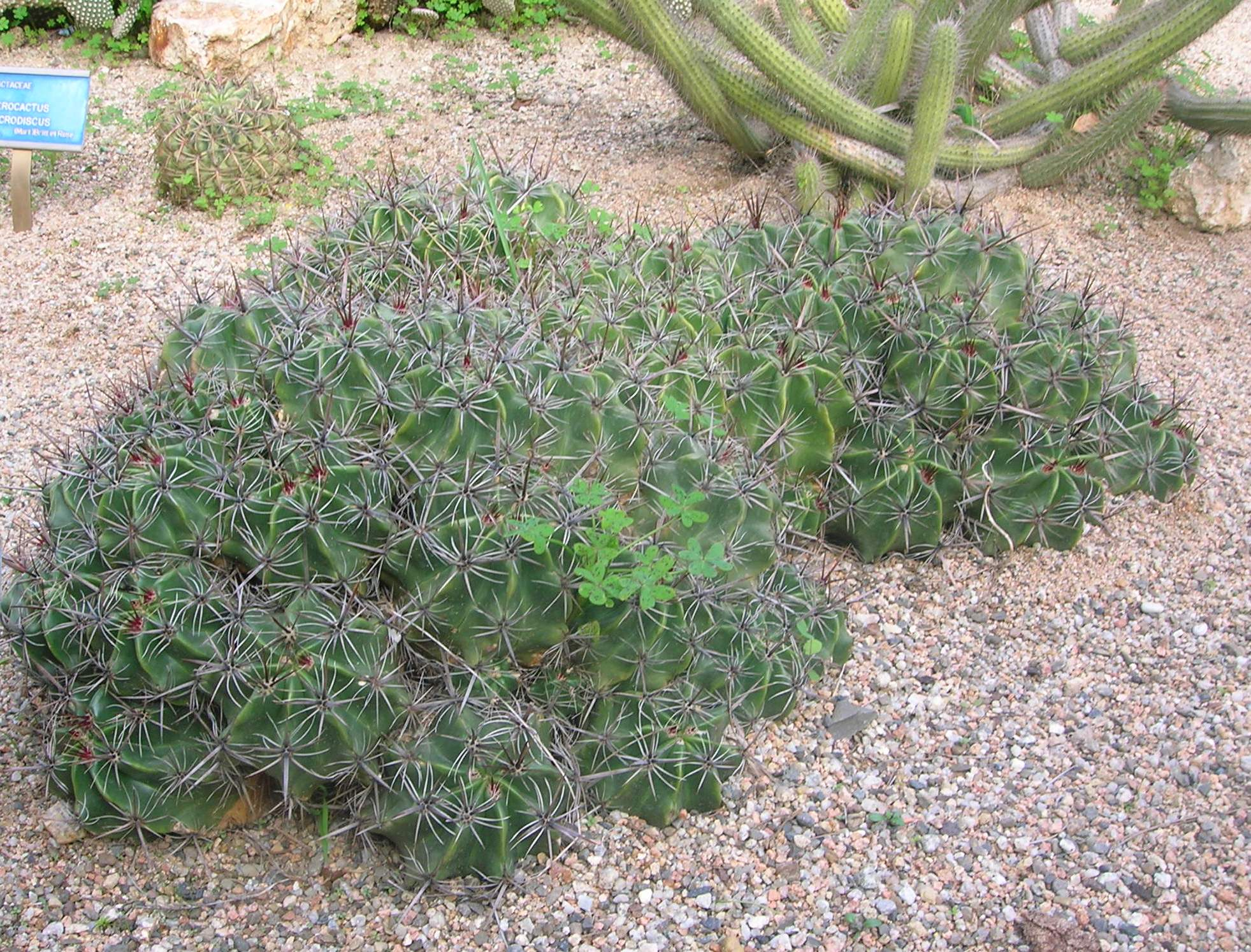
Kępy Ferocactus robustus

Ferokaktusy w naturalnych warunkach występują na pustyniach, przy miejscach okresowych spływów wód, na żwirowych zboczach, u podnóży skalnych ścian. Rosną na podłożu ze skał wapiennych o pH około 7-8. Zajmowane przez nie siedliska są skrajnie ubogie w wodę, dostęp do substancji odżywczych jest również utrudniony. Roślina znajduje się tam pod silnym działaniem promieniowania słonecznego. Ferokaktusy są przystosowane do takich warunków, a także do wysokiego poziomu promieniowania UV. Są one odporne na wysoką temperaturę, na wysokie dobowe jej wahania (na pustyniach dochodzące do 40 °C), są też w stanie znieść spadek temperatury do -5 °C. Jej obniżenie nie może jednak trwać zbyt długo, gdyż roślina zamarznie. Ferokaktusy dosyć szybko giną, zwłaszcza gdy niskiej temperaturze towarzyszy wysoka wilgotność.
Ferokaktusy, jako sukulenty łodygowe, mają niezwykłe możliwości oszczędnego gospodarowania wodą, nawet w porównaniu z innymi rodzajami swej rodziny. Niejednokrotnie zaskakiwały ludzi, którzy wykorzystywali je w czasie suszy. Ferokaktusy to rośliny wieloletnie. Okres wegetacji tych sukulentów rozpoczyna się, gdy temperatura powietrza wyniesie co najmniej 20 °C. 
Większość ferokaktusów rośnie samotnie, ale niektóre tworzą kępy, np. Ferocactus robustus i Ferocactus glaucescens. Występują w towarzystwie innej roślinności typowej dla terenów pustynnych i półpustynnych, w sąsiedztwie szeregu innych gatunków z rodziny kaktusowatych, także  akacji (Acacia spp.), jukk (Yucca spp.). Na terenach wyżej położonych wchodzą w skład chaparralu, rosnąc w towarzystwie wieczniezielonych dębów (Quercus spp.) i jałowców (Juniperus spp.).
Chronione przez ciernie odgrywają stosunkowo niewielką rolę jako pożywienie zwierząt. W większej skali jedynie nasiona spożywane są przez liczne gatunki ptaków, a owoce spożywane są przez pekari i mulaki, przy czym dieta mulaków składa się w ok. 2% z owoców ferokaktusów. Pędy kaktusów są chętnie spożywane przez bydło i zajęczaki, gdy tylko kaktusy stracą ciernie, np. w wyniku pożaru.

## Zagrożenia i ochrona
Do największych zagrożeń dla roślin z tego rodzaju należy pozyskiwanie ze stanowisk naturalnych do uprawy. Zapotrzebowanie jest duże, zwłaszcza wśród kolekcjonerów z Europy i Japonii. Zagrożenie dotyczy niemal wszystkich gatunków, przy czym najbardziej narażone to: Ferocatus pilosus, Ferocatus latispinus, Ferocatus peninsulae i Ferocatus hamatacanthus, uznane za zagrożone na terenie Meksyku. Jak większość innych kaktusów, także przedstawiciele tego rodzaju podlegają ochronie na mocy konwencji CITES. Meksyk, gdzie rośnie najwięcej ferokaktusów, ratyfikował konwencję w 1991. Gatunki występujące w amerykańskich stanach Arizona i Nevada są dodatkowo chronione prawem stanowym.

## Zastosowanie

### Roślina jadalna
Owoce ferokaktusów są rzadko spożywane, mimo że są soczyste. Limes de biznaga lub Tuna de biznaga to nazwy potrawy z owoców. 
W okresach suszy soczysty miąższ ferokaktusów ratował bydło i ludzi, stając się źródłem niezbędnej do przetrwania wody. Leon Diguet, badacz flory Ameryki Południowej i Ameryki Środkowej, opisał w pozycji pt. Kaktusy użyteczne w Meksyku tego typu sytuację podczas suszy 1893 roku. Odcinano wierzchołek kaktusa, po czym ubijano tłuczkiem wewnętrzną masę na miazgę. Spożywanie wilgotnej miazgi ratowało życie podróżnym, którym zabrakło wody podczas pobytu na pustyni. Dla ratowania bydła masowo wycinano kaktusy Ferocactus peninsulae i Ferocactus diguetii, co spowodowało niemal całkowite wyginięcie pierwszego z wymienionych gatunków. Z miazgi ferokaktusów wytłacza się też paszę dla bydła. 
Indianie spożywali również gotowane, młode kwiaty, podobnie jak kapustę, zaś ze starszych okazów przygotowywali napój. Z miąższu produkowano także tzw. kaktusowe cukierki Candy Barrel Cactus oraz "galaretki". Miąższ pokrojony w kostki, po uprzednim usunięciu twardej skóry z kolcami, gotowano w stężonym roztworze cukru aż do zgęstnienia; miękkie i bardzo słodkie kawałki kaktusa były następnie sprzedawane. W wielu miejscach doszło do nadmiernej eksploatacji i zanikania kaktusów. 
Przy spożywaniu surowego miąższu zaleca się ostrożność i ograniczanie się do  możliwie niewielkich ilości.

### Roślina ozdobna

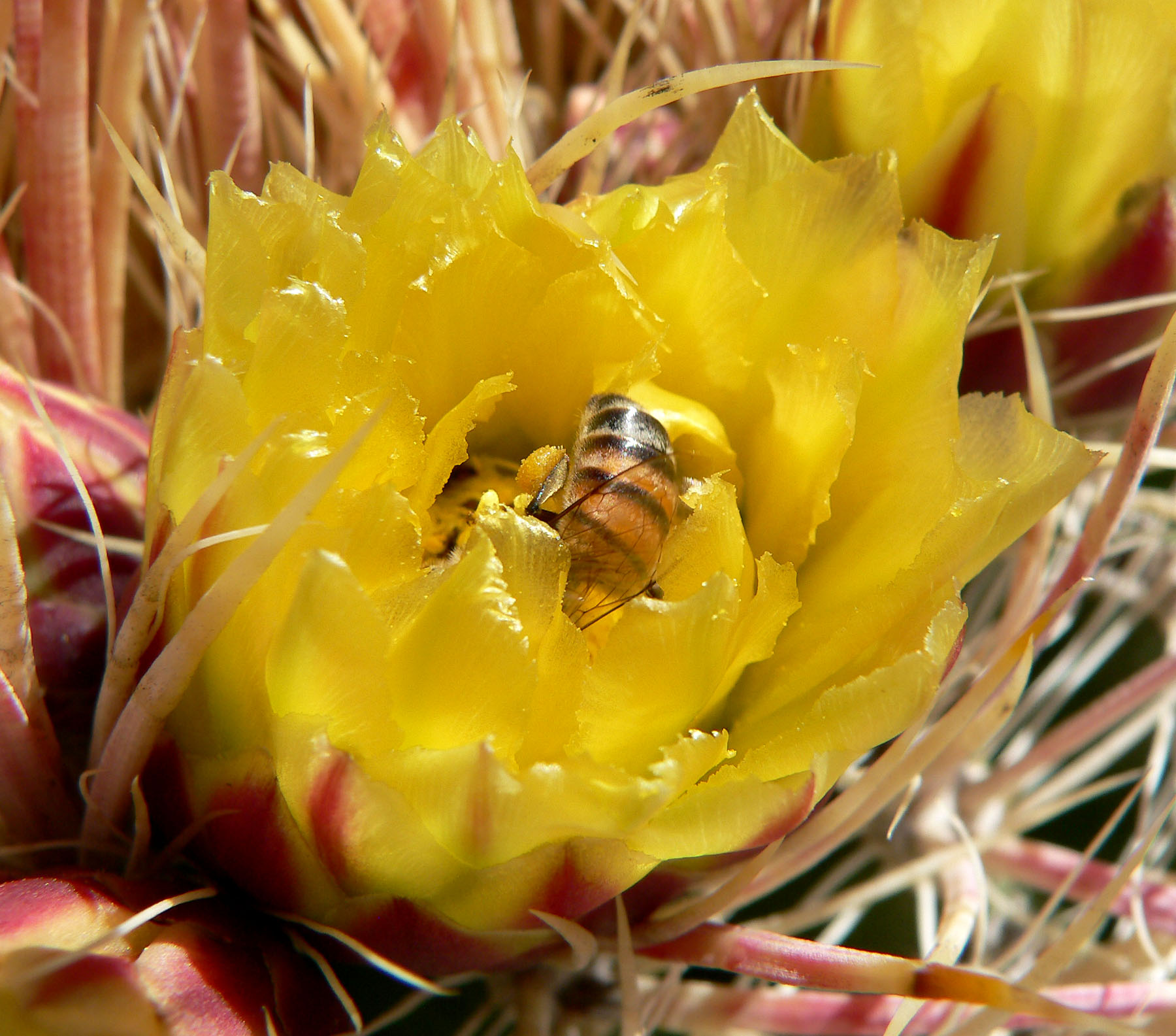
Żółty kwiat Ferocactus cylindraceus zapylany przez pszczołę

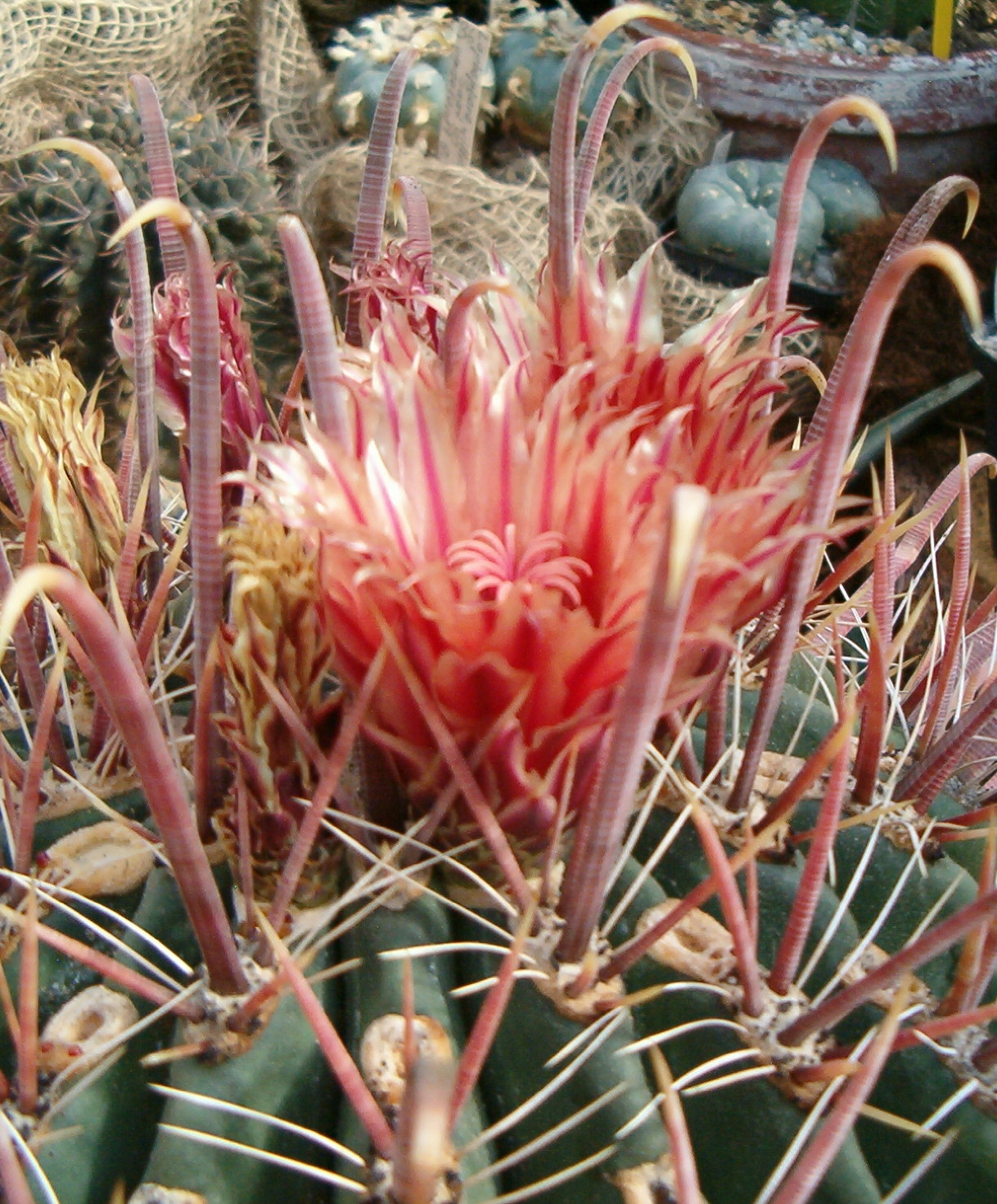
Kwiat Ferocactus peninsulae z czerwonymi cierniami

Prawidłowo hodowane ferokaktusy osiągają znaczne rozmiary. Okazałości dodają im silne żebra i ciernie o różnorodnych kształtach, rozmiarach i kolorach, a także barwne kwiaty. 

### Zastosowanie w gospodarstwie domowym
Ciernie ferokaktusów są wykorzystywane przez Indian jako haczyki wędkarskie, gwoździe, wykałaczki, szpilki, itp. Pędy wykorzystywane były także jako garnki – przygotowywano w nich pożywienie, ścinając uprzednio szczyt pędu, usuwając miąższ i wkładając do wnętrza rozgrzane kamienie wraz z potrawą.

## Uprawa
W zależności od strefy klimatycznej ferokaktusy uprawiane są jako rośliny ogrodowe, szklarniowe lub domowe. Polecana jest zwłaszcza uprawa w pojemnikach na tarasach oraz nasadzenia krajobrazowe w ogrodach. W warunkach środkowoeuropejskich kaktusy te uprawiane są w domach i szklarniach. Znaczna część oferowanych na rynku europejskim kaktusów tego rodzaju rozmnażana jest na Wyspach Kanaryjskich i w Maroku. W uprawie spotykane są zwykle małe rośliny, wyjątkowo spotyka się duże okazy. Przyczyną tego jest zarówno długi okres wzrostu, jak i problemy z uprawą. O ile siewki rosną zwykle dobrze, o tyle z wiekiem rośliny wstrzymują wzrost, czego przyczyną jest częste zamieranie korzeni. Na zanikanie korzeni mają wpływ prawdopodobnie nie tylko właściwości podłoża, ale także wahania temperatury między dniem i nocą. Jako rośliny doniczkowe uprawiane są zwykle gatunki osiągające z natury raczej niewielkie rozmiary. Ferokaktusy w uprawie bardzo rzadko zakwitają.
Wymagania
Ferokaktusy wymagają zwykle pełnego nasłonecznienia, chociaż istnieją gatunki mogące rosnąć w półcieniu. W warunkach domowych najlepiej jest umieścić rośliny tego rodzaju na parapecie od strony południowej. Przy niedostatecznym dostępie do światła u ferokaktusów obserwuje się redukcję cierni. Ferokaktusom należy zapewnić glebę o pH 7-8. Zalecana zawartość poszczególnych składników podłoża zależy od gatunku. Ferocactus schwarzii dobrze rośnie w zwykłym podłożu dla kaktusów, które można zakupić w większości sklepów ogrodniczych. Ferocactus stainesii do prawidłowego rozwoju wymaga ziemi wapniowej. Są też gatunki rosnące na użyźnionej, mineralnej glebie. W większości wypadków siewki i młode rośliny rosną dobrze w ziemi o odczynie zasadowym, podczas gdy rośliny starsze bardzo źle znoszą taki odczyn. Można je uprawiać w specjalnej ziemi do kaktusów i sukulentów, dobrze zdrenowanej.
Pielęgnacja
Jak większość kaktusów ferokaktusy należy podlewać rzadko, jedynie w bardzo upalne dni, minimum raz w miesiącu, ale dosyć obficie. Przed następnym podlaniem należy poczekać, aż ziemia zupełnie wyschnie. W okresie kwitnienia rośliny należy podlewać nieco częściej niż zwykle, najlepiej wodą z odżywką. Zimą od listopada do marca nie podlewa się wcale. Roślinę przesadza się wiosną co 3-4 lata. Dłonie można chronić przed cierniami zakładając grube rękawiczki a sukulenta owijając kilkoma warstwami gazet. Należy jednak ograniczyć ten zabieg do minimum, zwłaszcza gdy ferokaktus osiągnął ponad 20 cm wysokości. Przesadzanie jest szkodliwe dla rośliny, która ma już rozwinięty system korzeniowy oraz osiągnęła znaczne rozmiary. W niektórych przypadkach zabieg taki może nawet zahamować jej kwitnienie. Roślina powinna być nawożona wiosną i latem, raz na 1-2 tygodnie, specjalną odżywką dla kaktusów. W ostateczności można użyć odżywki dla pomidorów, rozcieńczając ją uprzednio wodą w proporcjach 1:1. Specjalistyczne odżywki powinny zawierać odpowiednią ilość makro- i mikroelementów, potrzebnych sukulentowi do prawidłowego rozwoju i kwitnienia. Nawóz stanowi przydatne źródło substancji odżywczych, roślinom zwykle jednak nie szkodzi brak nawożenia. Żyją one na bardzo ubogich glebach. Latem powinny być zraszane.
Rozmnażanie
Roślinę rozmnaża się za pomocą nasion lub rozłogów. Można również stosować szczepienie ferokaktusa. Wysiewa się je do pojemników wypełnionych w połowie połamanymi glinianymi skorupami, w połowie piaskiem. Nasiona przykrywa się cienką warstwą żyznej gleby, a cały pojemnik umieszcza pod szkłem w miejscu dobrze nasłonecznionym. Podłoże należy utrzymywać wilgotne. Po skiełkowaniu roślin należy usunąć szklaną osłonę i przed dalszym rozsadzeniem siewek zaczekać, aż się dobrze ukorzenią. Sadzonki uzyskiwane z odciętych fragmentów pędów przetrzymuje się najpierw przez kilka godzin na otwartym powietrzu w celu podsuszenia powierzchni przeciętych, następnie umieszcza się je w piaszczystym podłożu. Sadzonki trzeba okresowo podlewać, pozwalając jednak podłożu całkowicie wysychać.
Okres spoczynku
Trwa on od późnej jesieni do wczesnej wiosny. Ferokaktus, tak jak większość sukulentów, wymaga zapewnienia odpowiednich warunków spoczynku. W tym czasie rośliny nie powinno się podlewać, chyba że grozi jej uschnięcie. Nadmierne podlewanie może doprowadzić do rozwoju zgnilizny. Temperatura w czasie zimowania nie powinna przekraczać 20 °C. Nie może również spaść poniżej 0 °C, gdyż roślina przemarznie. W okresie spoczynku w sprzyjających warunkach rozwój ferokaktusa zostaje znacznie spowolniony lub też całkowicie zahamowany a roślina odpoczywa. Czas ten sukulent wykorzystuje jednak do zawiązania pąków kwiatowych, które rozwiną się w lecie. Błędy popełniane przez hodowców w czasie zimowania ferokaktusa mogą opóźnić jego kwitnienie lub nawet całkowicie je zahamować.

## Choroby i szkodniki
Ferokaktusy są niezwykle rzadko atakowane przez szkodniki. Głównym problemem, mogącym się pojawić przy ich uprawie, jest rozwój zgnilizny korzeni, spowodowany między innymi atakiem grzybów (choroba zwana "czarnym korzeniem"). Choroba ta jest spowodowana głównie nadmiernym podlewaniem zimą lub wiosną, może ona zaatakować także wyższe części rośliny. W przypadku gatunków wydzielających duże ilości słodkiego nektaru może dojść do rozwoju na areolach grzyba – kropidlaka czarnego (Aspergillus niger). Jego pojawienie nie jest groźne dla kaktusa, szkodzi jednak walorom estetycznym.
Ferokaktusy podobnie jak inne sukulenty z tej rodziny są rzadko atakowane przez bakterie. Rośliny mogą być atakowane przez przędziorki. W walce ze szkodnikami i chorobami najlepsza jest profilaktyka. Zaleca się podczas okresu wegetacyjnego wykonywanie dwukrotnych oprysków środkami owadobójczymi. 

## Obecność w sztuce
Na terenie Ameryki Północnej przetrwały kamienie przypominające koła zębate, których znaczenie jest przedmiotem badań. Na podstawie różnych przesłanek, np. ich kształtu oraz wykorzystywania pociętych pędów kaktusów przez tubylców do gier, wysunięto teorię, iż przynajmniej niektóre z nich mogły być tworzone na podstawie przekrojów tych roślin. Część kamieni mogła być wzorowana na ferokaktusach.